# Барва з позамежжя світу
«Барва з позамежжя світу» (англ. The Colour Out of Space) — науково-фантастична повість жахів Говарда Лавкрафта, написана і вперше видана 1927-го року в журналі «Amazing Stories».

## Сюжет
До сільської місцевості неподалік від Аркгема приїжджає оповідач, щоб виконати заміри для нового водосховища. Там він виявляє територію, вкриту сірим пилом, де не ростуть жодні рослини, відому серед місцевих жителів як «гибле пустище». Йому не бажають розповідати звідки взялося це місце і застерігають не слухати старого фермера Еммі Пірса. Це тільки спонукає оповідача розшукати свідка тих подій.
Еммі розповідає як у червні 1882 року на ферму його друга, Наума Ґарднера, впав метеорит. Камінь довго не остигав і світився вночі, а допоки на місце падіння приїхали дослідники з Аркгема, зменшився. Забраний на дослідження уламок також довго лишався гарячим і виявився хімічно інертним. Коли метеорит ще зменшився, з нього проступила сфера невідомого на Землі кольору. Під ударом молотка дослідника вона луснула і безслідно зникла. В нічну грозу, як стверджував Наум, метеорит притягував блискавки, а наранок зник, лишивши по собі тільки яму. Відколотий раніше зразок випарувався, тож вченим лишилося припустити, що камінь складався з невідомої на Землі речовини.
З часом журналісти втратили інтерес до ферми і настала пора збору врожаю. Він надзвичайно рясно вродив біля місця падіння метеорита, проте жодні плоди було неможливо їсти — вони виявилися огидні на смак. Взимку Наум став помічати на снігу сліди звірів з фізичними відхиленнями. Сніг на фермі Наума танув швидше, ніж навколо, а поруч повиростали потворні смердючі рослини. Син Найхема, Тадеус, стверджував, що дерева на фермі колихаються без вітру і на них виросли дивні квіти такого ж кольору, як сфера з метеорита. Потім всі рослини почали тьмяно світитися в темряві, а молоко корів, що їх їли, зробилося гірким.
Дружина Наума, Неббі, збожеволіла. Їй здавалося, що її переслідує щось невидиме, тож чоловік замкнув її на горищі. Незабаром вона зовсім втратила глузд і почала, як і рослини, світитися. З ферми втекли коні й так охляли, що їх довелося застрелити. Рослини стали чахнути і розпадатися на сірий пил. Вода в криниці зіпсувалася, але Ґарднери продовжували її пити попри пораду Еммі викопати нову криницю далі від аномальної зони. Родина впала в апатію, а сусіди дедалі більше сторонилися її. У вересні Тадей також збожеволів, злякавшись чогось у криниці, і батько замкнув його поряд з дружиною. На фермі стали гинути тварини, вони висихали і розпадалися на частини, від яких лишався тільки сірий пил. Тадей несподівано помер такою смертю, що Ґарднер відмовлявся розповідати подробиці. Невдовзі біля криниці зник його молодший син Мервін.
Коли Еммі навідався до Ґарднерів, він виявив знесиленого Наума, що лишився єдиним живим із родини — старший син Зіна щез. Ґарднер збожеволів, проте повідав Еммі, що з метеоритом прибула якась істота зі світу, де «все не так, як тут» і оселилася в криниці. Вона харчувалася життям істот на фермі і тепер повертається додому. На горищі Еммі знайшов Неббі, котра розвалювалася на частини, як і тварини на фермі. Повернувшись до Ґарднера, він побачив, що той також посірів і розпадався. Не гаючи часу, він вирушив за поліцією. Обшук будинку не прояснив ситуації, але в криниці були виявлені роздроблені скелети Зіна й Мервіна і купа скелетів дрібних тварин.
Ввечері в криниці виникло світло і всі рослини та дерев'яні частини будинку засяяли небаченим кольором. Потік світла вирвався в небо, зруйнувавши ферму, і зник. Перед тим як покинути місцину з поліцейськими, Еммі помітив у криниці ще один промінь світла.
Оповідач припускає, що в «гиблому пустищі» лишилася ще одна істота і повільно поглинає життя навколо. Адже за чутками «пустище» повільно розростається, а в навколишніх будинках ніхто не міг довго жити через моторошні сни та непоясненне відчуття неправильності цього місця. Оповідач, втім робить висновок, що істоту щось обмежує і радий тому, що скоро «гибле пустище» буде затоплено водосховищем.

## Адаптації
- «Помри, монстре, помри!» (англ. Die, Monster, Die!, 1965) — американський фільм жахів Девіда Геллера[1].
- «Прокляття» (англ. The Curse, 1987) — американський фільм жахів Девіда Кіта[2].
- «Колір з темряви» (англ. Colour from the Dark, 2007) — італійський фільм жахів Івана Зукона[3].
- «Барва» (нім. Die Farbe, 2010) — німецький фільм жахів Хуана Ву. Вирізняється чорно-білим зображенням, за винятком космічного сяйва[4].
- «The Colour Out of Space» (2013) — аудіоадаптація оповідання, створена товариством H. P. Lovecraft Historical Society як частина серії «Dark Adventure Radio Theatre»[5].
- «Барва з позамежжя світу» (англ. Color Out of Space, 2019) — фантастичний фільм Річарда Стенлі[6].

## Вплив
- «Анігіляція» (англ. Annihilation, 2018) — фантастичний фільм Алекса Ґарленда, що має численні паралелі з повістю[7].
- The Colour of Madness (2018) — доповнення до відеогри Darkest Dungeon, засноване на тематиці повісті[8].